# موییابانا، بوتسوانا
موییابانا (به انگلیسی: Moiyabana) شهری در ناحیهٔ مرکزی کشور بوتسوانا است که در سال ۲۰۰۰ میلادی ۴٬۹۴۷ نفر جمعیت داشته که از این تعداد، ۲٬۲۵۸ نفر مرد و ۲٬۶۸۹ نفر زن بوده‌اند.